# Hallschlag (Stuttgart)
Der Hallschlag ist ein Stadtteil des Stuttgarter Bezirks Bad Cannstatt. Er wird im Nordwesten von der Löwentorstraße, im Nordosten durch die Bahnstrecke Stuttgart-Untertürkheim–Kornwestheim, und im Süden durch die Neckartalstraße, Haldenstraße und den Sparrhärmlingweg begrenzt. Hallschlag ist dazu der Name einer Straße in diesem Stadtteil, sie führt die Altenburger Steige zur Löwentorstraße weiter.

## Geschichte

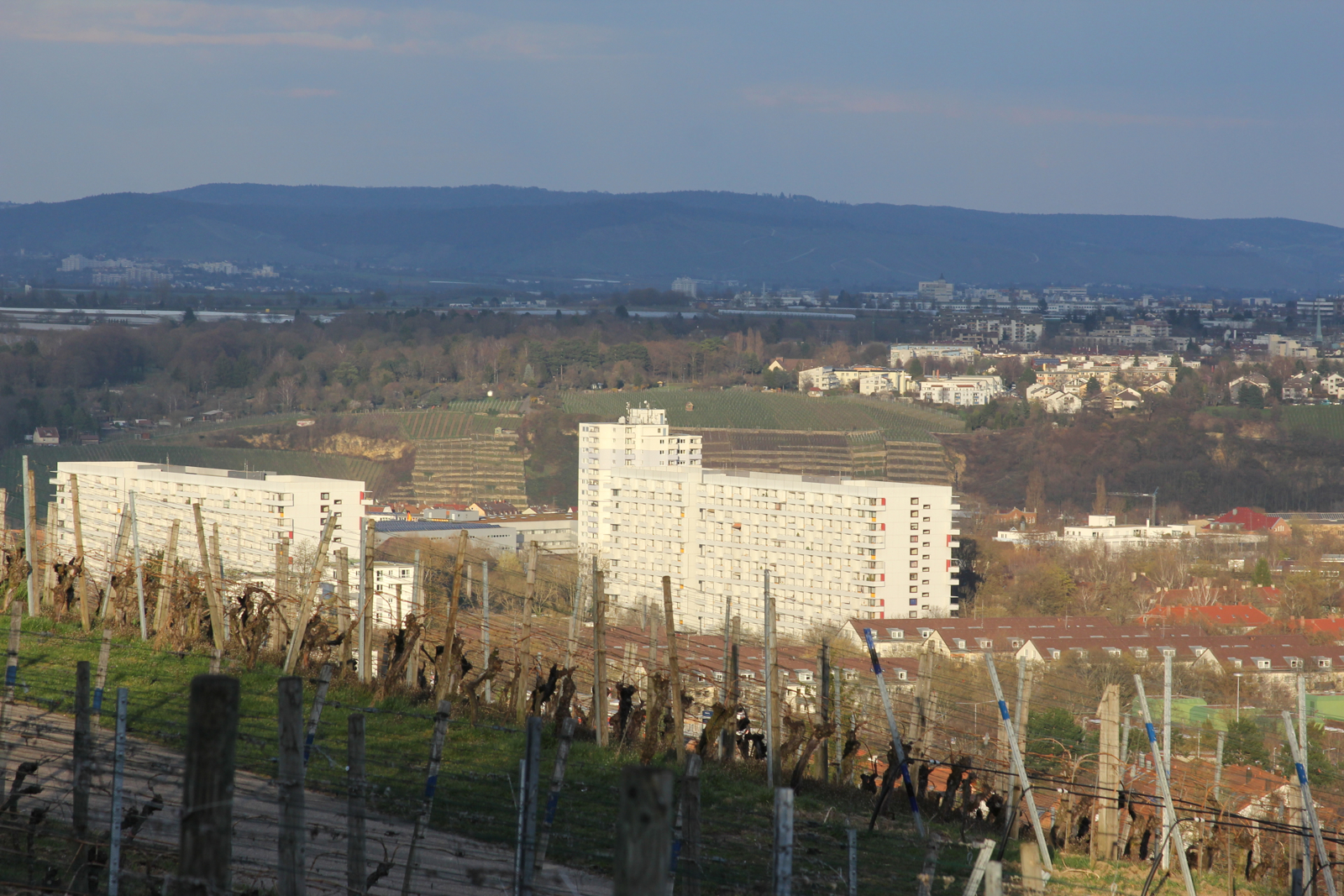
Hallschlag mit sozialem Wohnungsbau

Das südliche Gebiet des Hallschlags gehört seit der Römerzeit zu den am frühesten besiedelten Gebieten auf der heutigen Stuttgarter Gemarkung. Nachweisbar sind hier das ehemalige Kastell Cannstatt und eine kleine Siedlung.
Diese Siedlung hatte lange Bestand und neben dem heute noch vorhandenen Steigfriedhof existierte auch eine Kirche, die der Gottesmutter Maria und dem Erzengel Georg geweiht war. Mit der Zeit siedelten sich immer mehr Bewohner des Dorfes Altenburg im Neckartal an. Die Kirche wurde im 16. Jahrhundert abgebrochen, Teile davon verwendete man zu einem Kirchenneubau in der Cannstatter Vorstadt. Altenburg blieb als Flurname erhalten; heute ist es ein Stadtteil zwischen der Cannstatter Neckarvorstadt und dem Hallschlag.
Im frühen 20. Jahrhundert bestand dieses Gebiet nur aus Gärten und Wiesen. 1910 begann eine Wiederbesiedelung des Hallschlags mit der Anlage der noch heute existierenden Gebäude der Reiterkaserne auf dem ehemaligen Römerlager. Seit den Nachkriegsjahren des Zweiten Weltkriegs bis in die 1970er Jahre wurden viele Einfamilienhäuser, Arbeitersiedlungen und vor allem Sozialwohnungen errichtet.
Heute leben etwa 7.000 Einwohner im Hallschlag. Der Stadtteil galt lange als sozialer Brennpunkt, was in der Regel auf den hohen Anteil des sozialen Wohnungsbaus zurückgeführt wurde. Seit der Jahrtausendwende befindet sich Hallschlag in einer Phase der Aufwertung. Hallschlag hat den höchsten Migrantenanteil unter den Stuttgarter Stadtteilen, der Ausländeranteil lag 2011 bei 40,7 % (Bad Cannstatt 28,3 %, Stuttgart 20,9 %), der Anteil der Einwohner mit Migrationshintergrund bei etwa 70 % (Bad Cannstatt ca. 50 %, Stuttgart 38,6 %).

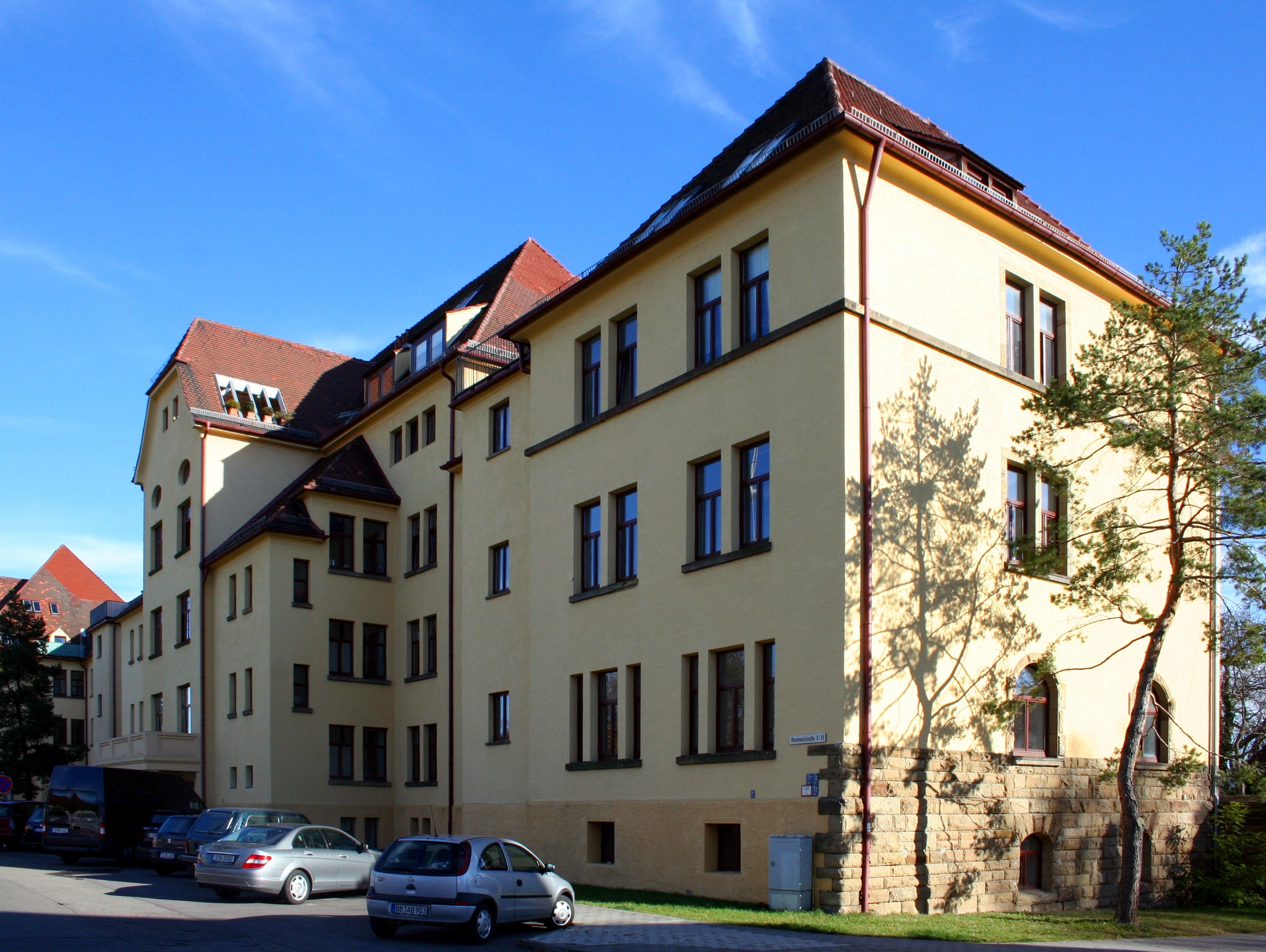
Gebäude der ehemaligen Reiterkaserne, heute Wohn- und Bürogebäude

Im Römerkastell, der ehemaligen Reiterkaserne, wurde im Dezember 2015 das neue Stadtteilzentrum fertiggestellt.

## Verkehr

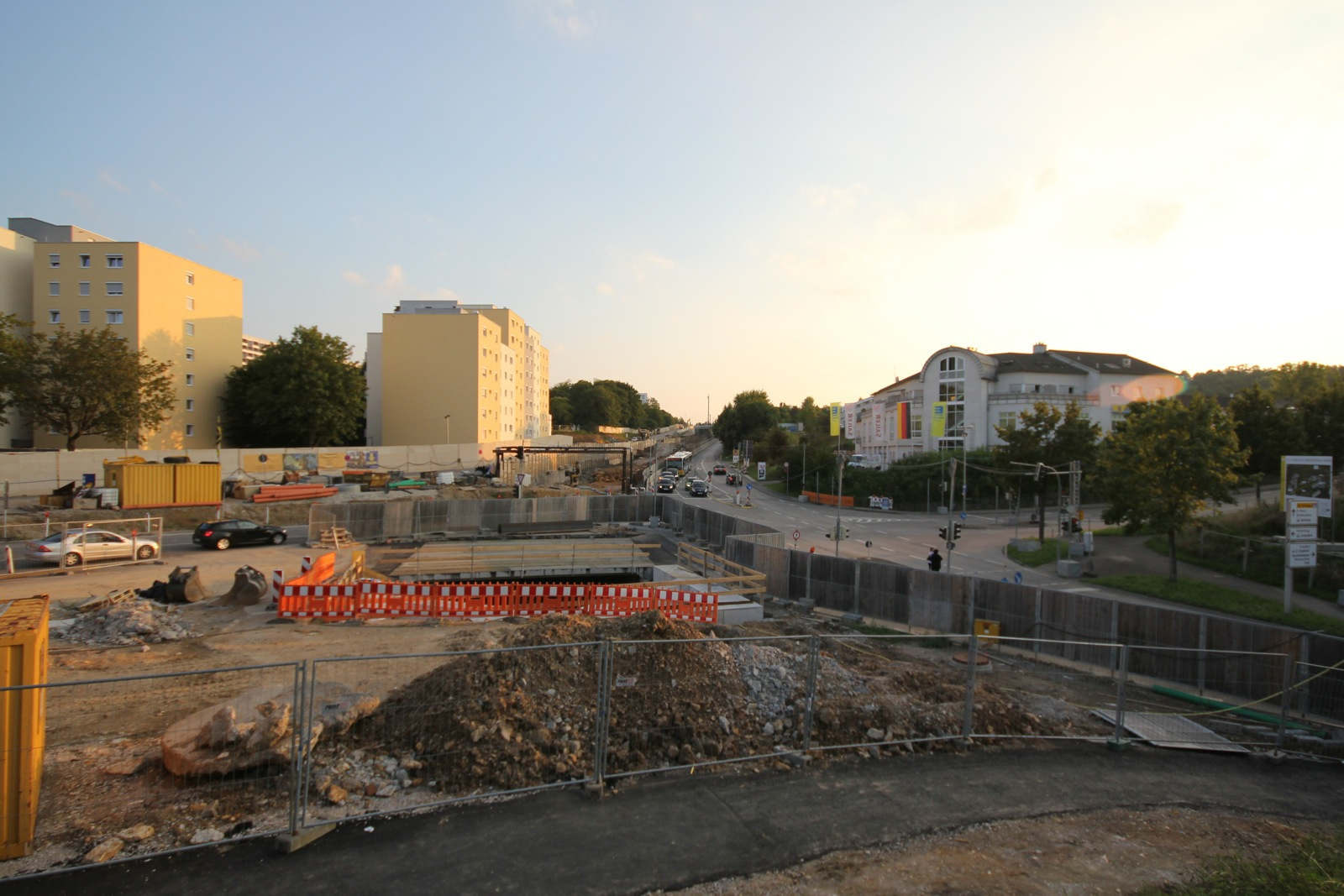
U12-Baustelle Bottroper Straße

Schon in der Vergangenheit fuhr eine Straßenbahnlinie vom Cannstatter Wilhelmsplatz zum Hallschlag. Von 2011 bis 2013 wurde im Zuge der neuen Linie U12 ein Teilstück der Stadtbahn vom Löwentor über die Züricher Straße zur neuen Stadtbahnhaltestelle Hallschlag in der Löwentorstraße erbaut und am 14. September 2013 eröffnet. Seit Dezember 2017 verkehrt die U12 durch einen Tunnel entlang der Löwentorstraße mit Halt an der Bottroper Straße zur Aubrücke in Stuttgart-Münster und schließt dort an die Trasse der U14 an.

## Religion
Im frühen 20. Jahrhundert wurde geplant, eine Garnisonkirche zu errichten. Dieser Plan wurde jedoch nie realisiert. Heute gibt es eine evangelische (Steiggemeinde) und eine katholische Pfarrkirche (St. Rupert), die beide im schlichten Betonstil des 20. Jahrhunderts gehalten sind.
Auf Hallschlager Gebiet liegt auch ein jüdischer Friedhof. Er wurde in den 1930er Jahren angelegt, da wegen der Repressalien während der Zeit des Nationalsozialismus der ursprüngliche Stuttgarter jüdische Friedhof zu klein geworden war.